# Roquetas de Mar
Roquetas de Mar – gmina w Hiszpanii, w prowincji Almería, w Andaluzji, o powierzchni 59,65 km². W 2022 roku gmina liczyła 102 881 mieszkańców.